# カナモジカイ
カナモジカイは、仮名文字専用論を唱える日本の民間団体である。
1910年代の日本で国語改革の方策として漢字廃止論が唱えられた（日本語自体を廃止しフランス語などの外語を公用語とする主張もあった）。主なものに仮名文字専用論とローマ字専用論がある。
カナモジカイは、漢字の不便を取り除き、片仮名による横書きを普及させることを目的として、国語政策への意見を提出したり、雑誌『カナ ノ ヒカリ』を発行したり、講演会を開いたりしている。
財団法人としては2013年12月に解散し、現在は任意団体として活動を行っている。
2022年現在、拠点は東京都渋谷区にある。

## 歴史

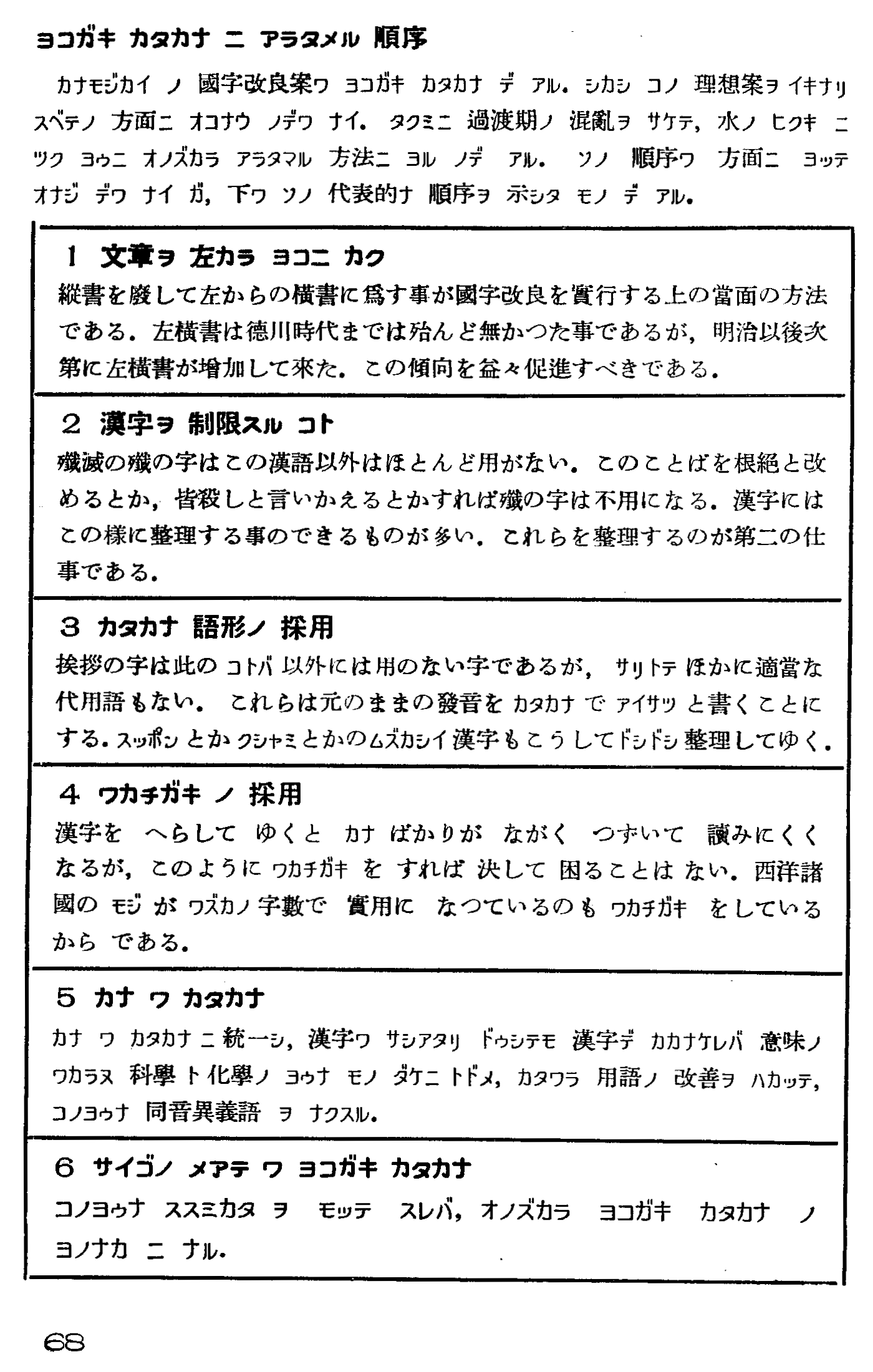
1930年代のカナモジカイの計画。漢字制限、わかち書きなどの段階をへてカタカナ専用にいたる。『文字文化展覧会出品物解説』p. 68

1914年（大正3年）6月、住友銀行の幹部だった山下芳太郎は『時事新報』に国字改良論を発表し、カタカナ活字の試作も公開した。1920年（大正9年）11月1日、山下らによって大阪東区に仮名文字協会（かなもじきょうかい）が設立された。協会の評議員は関西の実業家が中心で、伊藤忠兵衛、平生釟三郎、山下亀三郎、森下博、星野行則らが名を連ねた。
創立者の山下は、協会設立同月に発行した『国字改良論』で、国家将来のために本国の文字を改良したい旨を述べ、漫然とできないとして、有力者であった伊藤らの協力を得て協会を設立したと述べている。また、設立当時の山下は、仮名文字の研究、書物や表示における仮名の活用、タイプライターの製作等を掲げ、これの達成を設立の目的としていた。1922年（大正11年）2月には機関誌『カナ ノ ヒカリ』を創刊した。1923年（大正12年）、創立者の山下が病に伏したことから、逝去する数日前の4月1日にカナモジカイに改称した。1938年（昭和13年）9月28日に財団法人となった。
この仮名文字協会の創立から40年ほどの期間は、国語国字改革がもりあがった期間であり、カナモジカイもまた活発であった。カナモジカイは、政府への建議、講演会、調査研究、新しい表記の実験および実践などによって、この期間におこなわれた国語改革に役割をはたした。
仮名文字協会の創立の翌年、1921年には政府に臨時国語調査会が設けられた。1927年にはカナモジカイの会員数は1万人を突破した。1934年12月21日に文部大臣の諮問機関として国語審議会が設けられてから1961年に至るまで、カナモジカイは、星野行則、伊藤忠兵衛、松坂忠則らを国語審議会の委員として出しつづけた。また、カナモジカイは、1948年に設けられた国立国語研究所の評議員も、1961年に至るまで出しつづけた。
カナモジカイは、第二次世界大戦後、三鷹国語研究所とともに、国民の国語運動連盟を結成した。なお、三鷹国語研究所とは、山本有三が三鷹市の自宅にひらき、安藤正次が所長をつとめた研究所である。国民の国語運動連盟の代表には安藤正次がつき、連盟の事務局はカナモジカイに置かれた。連盟は国語国字改革、日本国憲法を含む法令の口語化などをすすめるために運動した（なお、日本国憲法口語化については、国立国会図書館の「日本国憲法の誕生」がある）。
1961年には、舟橋聖一ら5名が国語審議会の審議のすすめかたに抗議して委員を辞めた。この事件ののち、国語審議会の性格が改められるに至り、カナモジカイを含む国語国字改革推進派は、国語政策への影響力を失っていった。

## カナ ノ ヒカリ

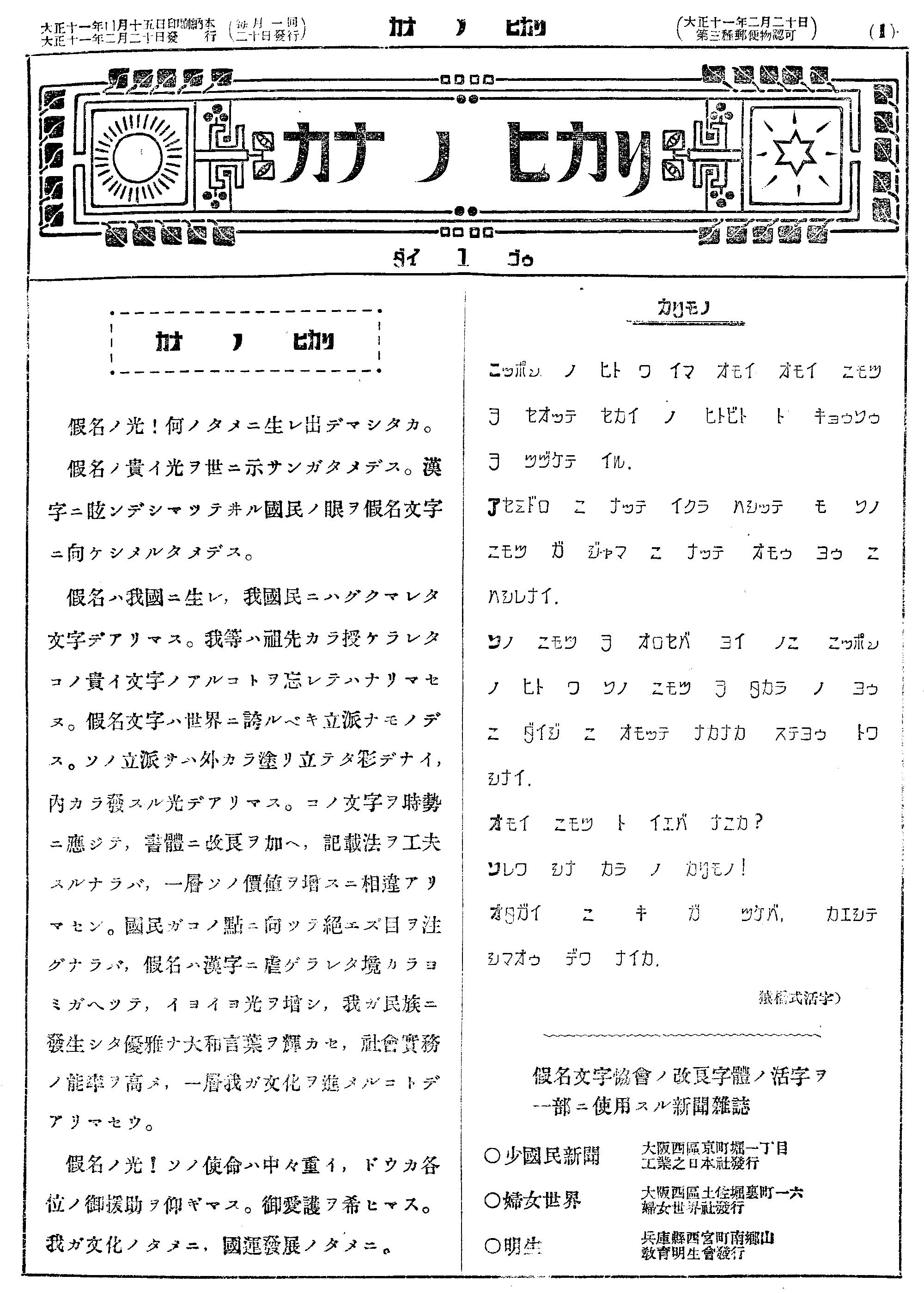
『カナ ノ ヒカリ』第1号の第1ページ

『カナ ノ ヒカリ』は仮名文字協会およびカナモジカイが発行してきた雑誌である。第1号より、左からの横書きおよび改良した活字を使用し、新しい表記および組版の実験をしてきた。
『カナ ノ ヒカリ』は1922年2月にはじめて発行されてから、第二次世界大戦の末期と直後の時期を除いて、70年以上のあいだ、毎月発行されてきた。しかしながら、カナモジカイの衰退にともなって、1998年からは2か月に1度の発行となり、1999年からは3か月に1度の発行となった。現在は不定期発行である。

## 左横書き
カナモジカイは、1926年に、鉄道の駅のなまえを表音式左横書きカタカナとするように建議をした。鉄道省では、物理学者でローマ字論者の田中館愛橘、眼科医の石原忍などを集めて研究し、表音式左横書きカタカナの採用を決定した。若槻禮次郎内閣の井上匡四郎鉄道大臣は1927年4月7日に達296号「鉄道掲示例規」を出し、表音式左横書きカタカナの表示がその日からはじまった。
ところが、4月20日に、若槻内閣が倒れて田中義一内閣が誕生したため、鉄道大臣は小川平吉にかわった。小川は就任まもない5月4日、表音式左横書きカタカナの中止を命じた。さらに、7月2日には達571号「鉄道掲示例規」を出し、7月5日から従来の右横書きひらがなとすることにした。さらに、1929年4月11日には、かなづかいも従来のものに戻すことを命じた。

## 地名および人名のかな書き
判事であった三宅正太郎は、1929年、名古屋控訴院につとめているときに、判決書を口語で書くことにし、また、判決書のなかの地名をカタカナで（たとえば「アイチ県ナゴヤ市」のように）書くことにした。そうしたところ、ある刑事事件の被告人が、判決書の「ナゴヤ控訴院」という表示は当時の刑事訴訟法第71条にいう「官署又ハ公署ヲ表示」したものにはあたらないので、判決は無効であると主張し、大審院に上告した。大審院は1929年11月18日に判決は有効であるとした（昭和4年（れ）第1112号事件）。

## 漢字制限
東京市の視学であり昆虫学者であった岡崎常太郎は、1930年に『テンネンショク シャシン コンチュー 700シュ』という、カタカナ書きの図鑑をあらわした人物である。彼は、1935年ごろ、服部報公会の援助を得て、漢字制限のための研究をおこなった。
まず、東京市の尋常小学校6年生848名、高等小学校1年生631名に、尋常小学校6年間で学ぶ1,356字の漢字の書きとりテストを受けさせた。その結果、彼は、義務教育で児童に身につけさせられる字数はおおむね600字であると結論した。
つぎに、1935年の60日分の新聞の政治面および社会面に用いられた漢字の異なり字数およびそれぞれの漢字の出現度数を調べた。その結果、彼は、出現度数の大きい500字の漢字が、漢字の出現度数のおおむね4分の3をしめることをみいだした。
そして、義務教育で児童に身につけさせられる字数はおおむね600字であること、出現度数の大きい500の漢字が、漢字の出現度数のおおむね4分の3をしめること、ライノタイプを使用するためには漢字を500種類に制限することが適当であること、を理由として、漢字の種類を500に制限することを提案し、その500字を選んだ。
彼は以上の研究成果を『漢字制限の基本的研究』（松邑三松堂、1938年）に発表した。この本そのものが、岡崎が選んだ500種類以外の漢字を使わずに書かれている。
松坂忠則は1927年にカナモジカイの本部員となった。彼は岡崎の研究の助手をつとめた。松坂は、漢字を岡崎が選んだ500種類に制限して、『火の赤十字』という小説をあらわした。彼は、野戦病院部隊に所属して中国にいるとき、みずからの経験をもとにこの小説を書いた。この小説は文藝春秋社の『話』1939年10月号にのせられ、第10回直木賞の候補作品となった。

## カタセンガナ

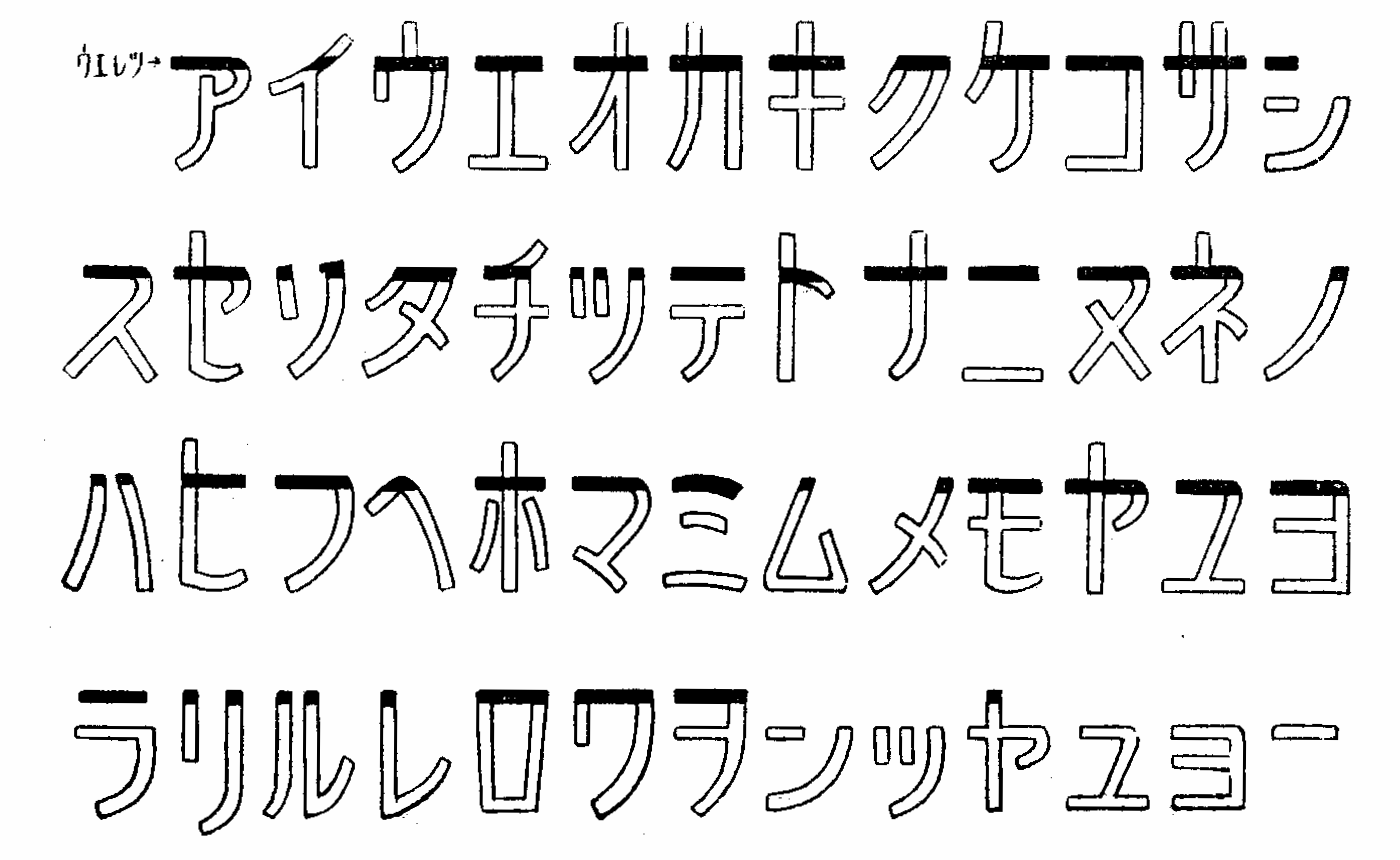
カタセンガナのカタセン。この画像では「ウエレツ」として示されている。（『文字文化展覧会出品物解説』p. 70）

カタセンガナ（肩線ガナ）とは、カタカナの各文字の上の横線の高さがそろった活字書体である。上の横線の高さをそろえるのは、横書きのカタカナの文章をわかち書きして組んだときに、単語がひとまとまりに見えるようにする工夫である。
山下芳太郎は、平尾善治（ひらお よしはる）および内閣印刷局（現在の国立印刷局）技手の猿橋福太郎（さるはし ふくたろう）に書体の設計を依頼している。また、松坂忠則は「ツル」という書体を、稲村俊二は「スミレ」という書体を設計している。松坂の「ツル」は1928年にローヤル（Royal）のタイプライターに取りつけられた。
1925年には、カナモジカイはカナモジ書体の懸賞募集をおこない、大和幸作がつくった書体が選ばれた。この書体は、賞金を出した星野行則にちなみ、「ホシ」と名づけられた。この書体の各種の活字が設計され、また、1928年にはレミントン（Remington）のカナタイプに採用された。
ミキ イサムは、彫刻家であるとともにプロの書体設計者であった。彼はカタセンガナの書体を多く設計した。彼が1949年以降に順次設計した「アラタ」ファミリーは、現在、カナモジの版を組むときに最も好まれる書体となっている（現在、「アラタ」「MKアラタ」がモトヤより販売）。
ミキは和歌山県 和歌山市に生まれ、1922年に和歌山中学校を卒業した。1925年のカナモジ書体の懸賞募集によってカナモジカイを知り、カナモジカイに入った。彼はその後東京美術学校彫刻科を卒業し、同研究科を修了した。1946年から1959年まで凸版印刷に勤務する間に活字の設計を学んだ。
ミキが1967年に日立製作所のために設計したタイプライター用の書体は、カタカナ、数字、ラテン文字の大文字、および記号のほかに、数十文字の漢字を含んでいる。この書体は一時期、日本国有鉄道のマルスにおいて、きっぷを印刷するデータ・タイプライターに使われた。ミキはまた、IBMのモデル72電動カタカナタイプライターのためのカタカナ書体も設計した。
なお、カナモジカイのカタカナ書体については、佐藤敬之輔『カタカナ』口絵1から4、36から43ページに詳しい。

## カタセンガナのデジタルフォント
デジタル版でカタセンガナを復刻した例である。現在発売されている書体は漢字との混植使用に配慮した調整が施されたり、ひらがなを含んだりしている。
- アラタ・MKアラタ
  - モトヤより発売[10]。
- ツルコズ 
  - TypeBankより発売。カナモジカイの松坂忠則がデザインした「ツル5 号」をブックデザイナーの祖父江慎が復刻した[11]。カタカナを参考にしたひらがな書体も収録されている。カナノヒカリを参照したとされるが、カナモジカイとの直接的な関係はない。2017年7月31日で販売終了。
- 日活アキラ・日活サカエ
  - 日本活字工業より発売されていた[12]。

## カナタイプ

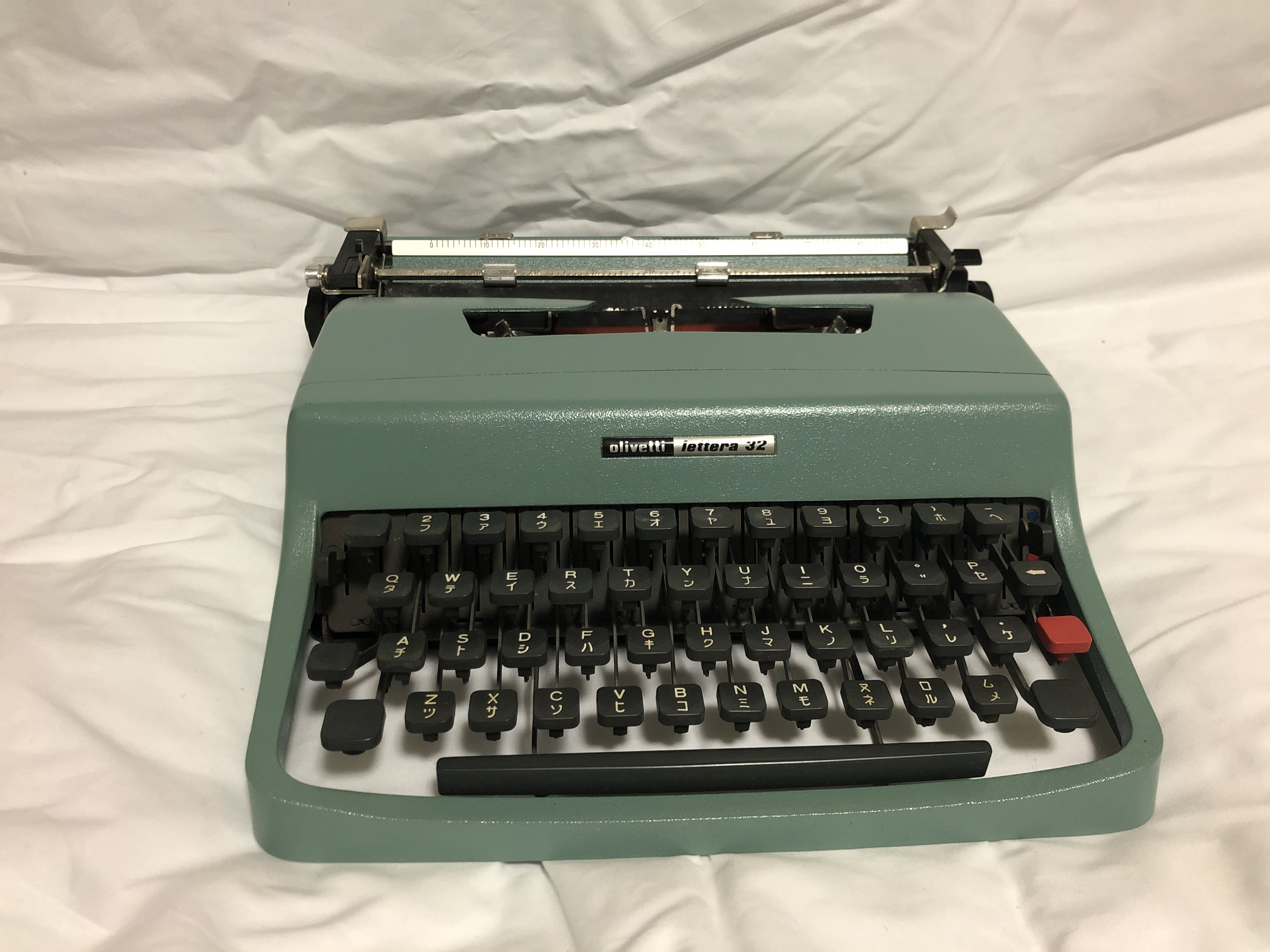
カナタイプの実機(olivetti lettera 32)

### 開発

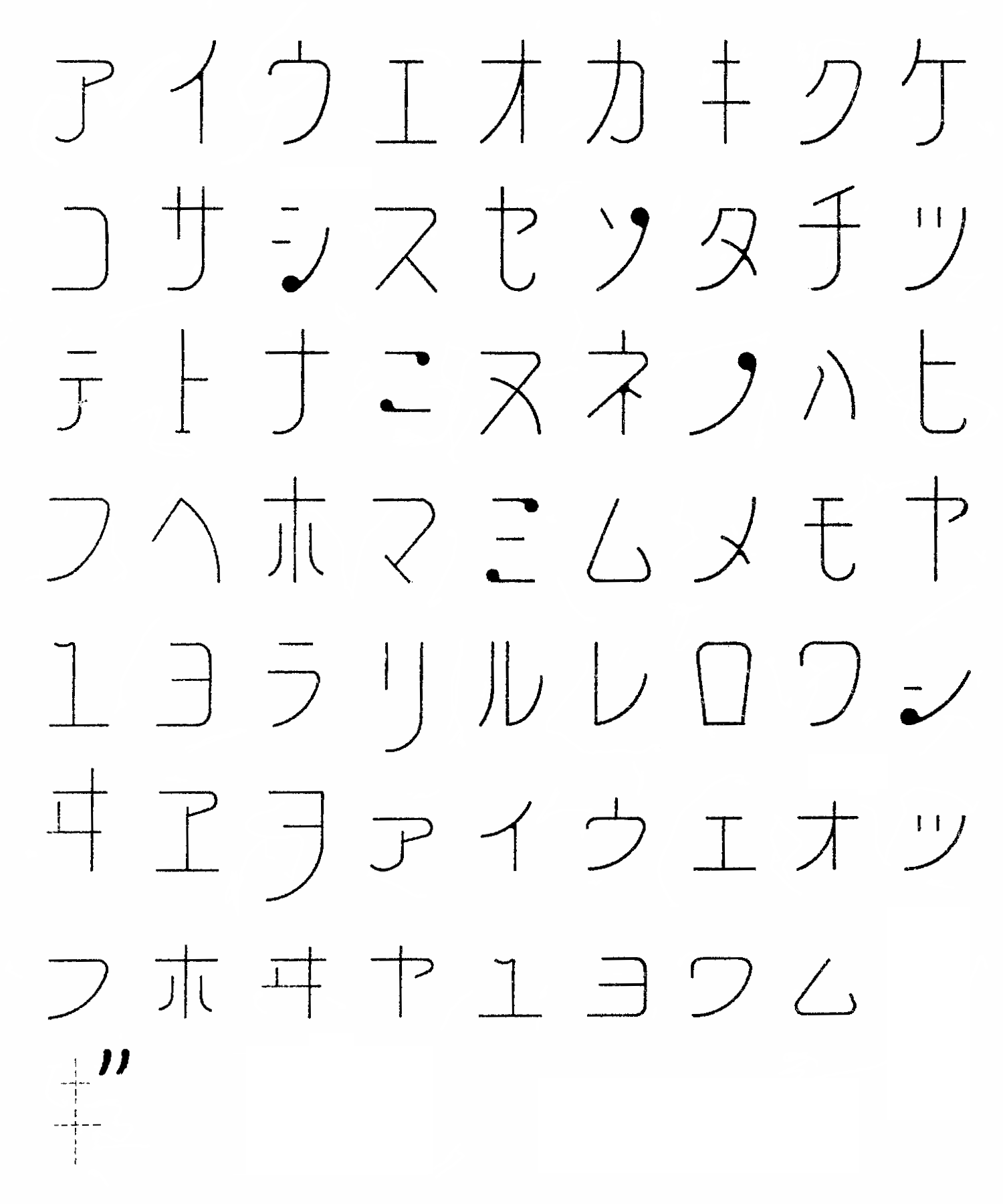
アンダーウッド式カナモジ

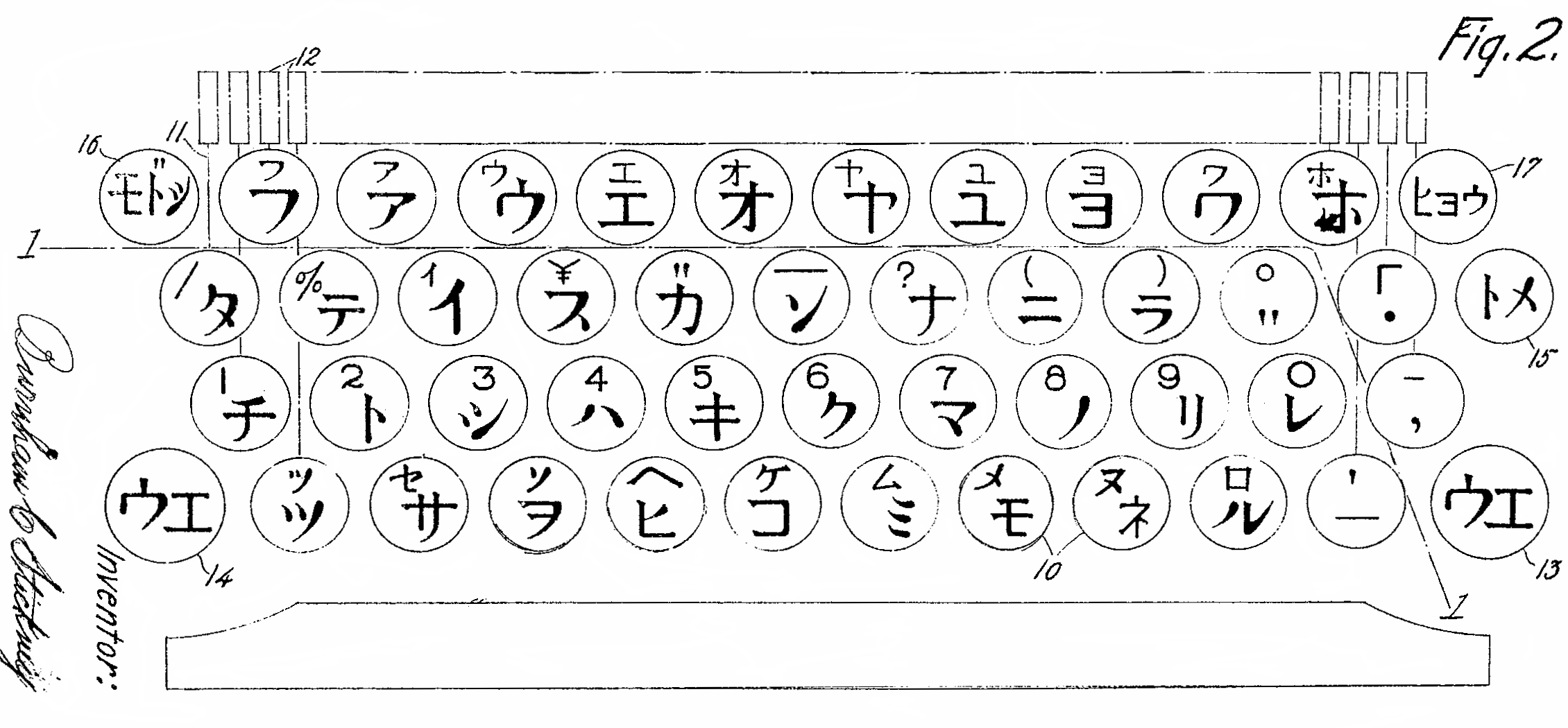
アメリカ合衆国特許第1549622号のキー配列

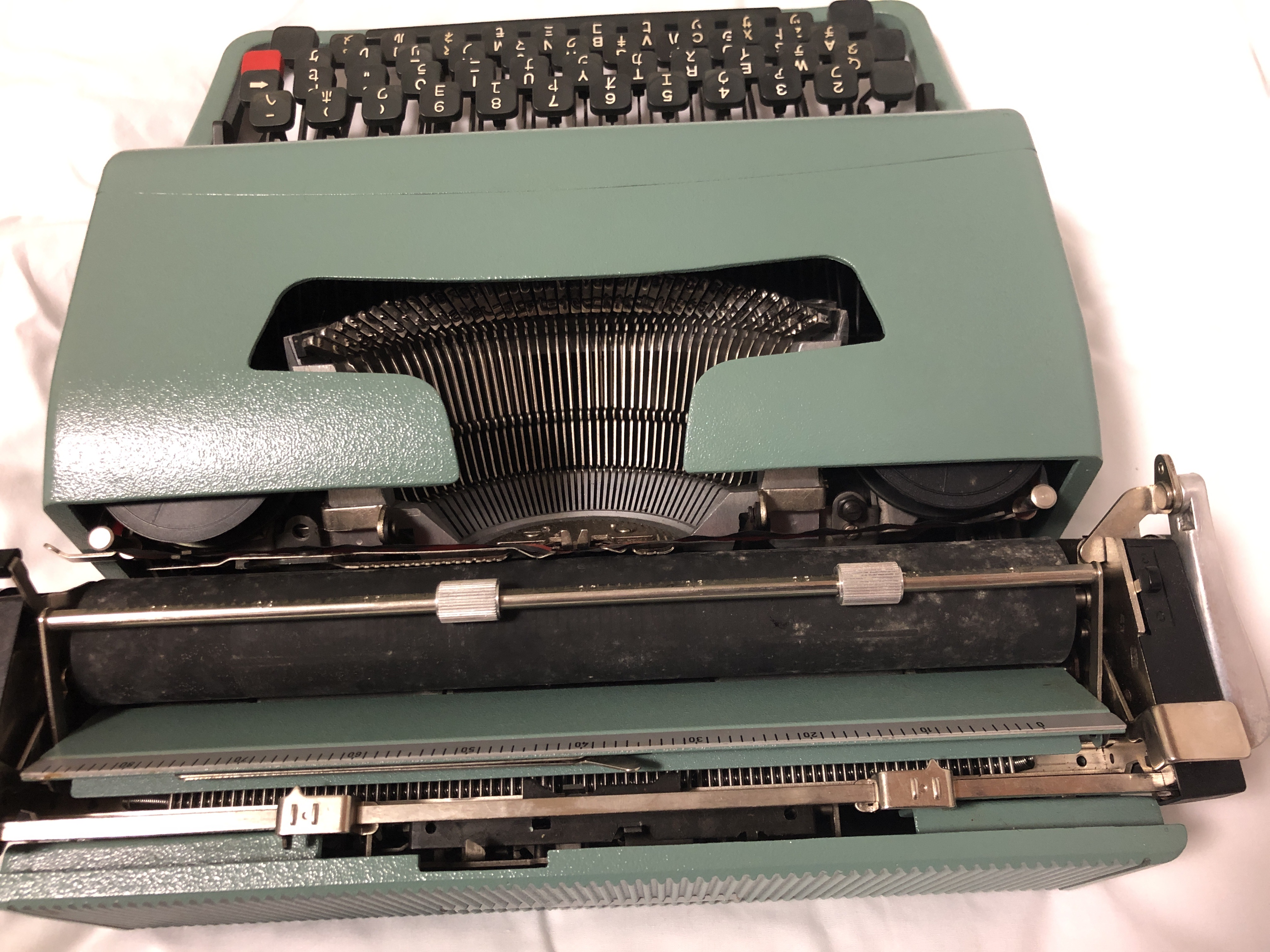
カナタイプのタイプバー

かなのタイプライターをはじめてつくったのは、カナモジカイとは関係がない黒沢貞次郎である。また、漢字を打ちだせる和文タイプライター（邦文タイプライター）は1915年に杉本京太によって発明された。
山下芳太郎およびカナモジカイは、カタカナのタイプライター、すなわちカナタイプの開発と普及に貢献した。
1922年に星野行則がアメリカ合衆国のタイプライター製造会社数社を訪問した。そしてアンダーウッド・タイプライター会社（Underwood Typewriter Company）の設計部長スティックネー（Burnham Coos Stickney）とカナタイプの実現可能性について議論し、スティックネーから肯定的な返事を得た。
その報告を受けた山下芳太郎は、1923年1月にスティックネーを訪問し、カタカナタイプの設計について詳細なうちあわせをした。書体（アンダーウッド式カナモジ）やキー配列について意見を述べた。山下は最初の発注をして日本に帰ったが、製品を目にすることなく、4月7日に死んだ。
山下がスティックネーのもとを去ったあと、スティックネーはキー配列を決め、1923年2月に特許を出願した。最初のカナタイプ2台は5月に日本に届いた。スティックネーのキー配列はその後のカナタイプのキー配列の基本となった。

### 普及
カナモジカイは、カナタイプの指導や検定をおこなうことを通じて、カナタイプの普及に貢献した。特に、カナタイプの普及に功績があった人として、松井新二郎が挙げられる。
松井は兵士として中国で負傷し、失明した。軍事保護院の失明軍人寮からの委託学生として日本大学で学び、盲学校の教師となった。ラテン文字を使う国々では盲人がタイプライターによる口述筆記ができる秘書として活躍していることを知り、盲学校におけるカナタイプの教育を始めた。彼は1963年に日本盲人カナタイプ協会を設立した。この協会は現在では日本盲人職能開発センターとなっている。

### キー配列

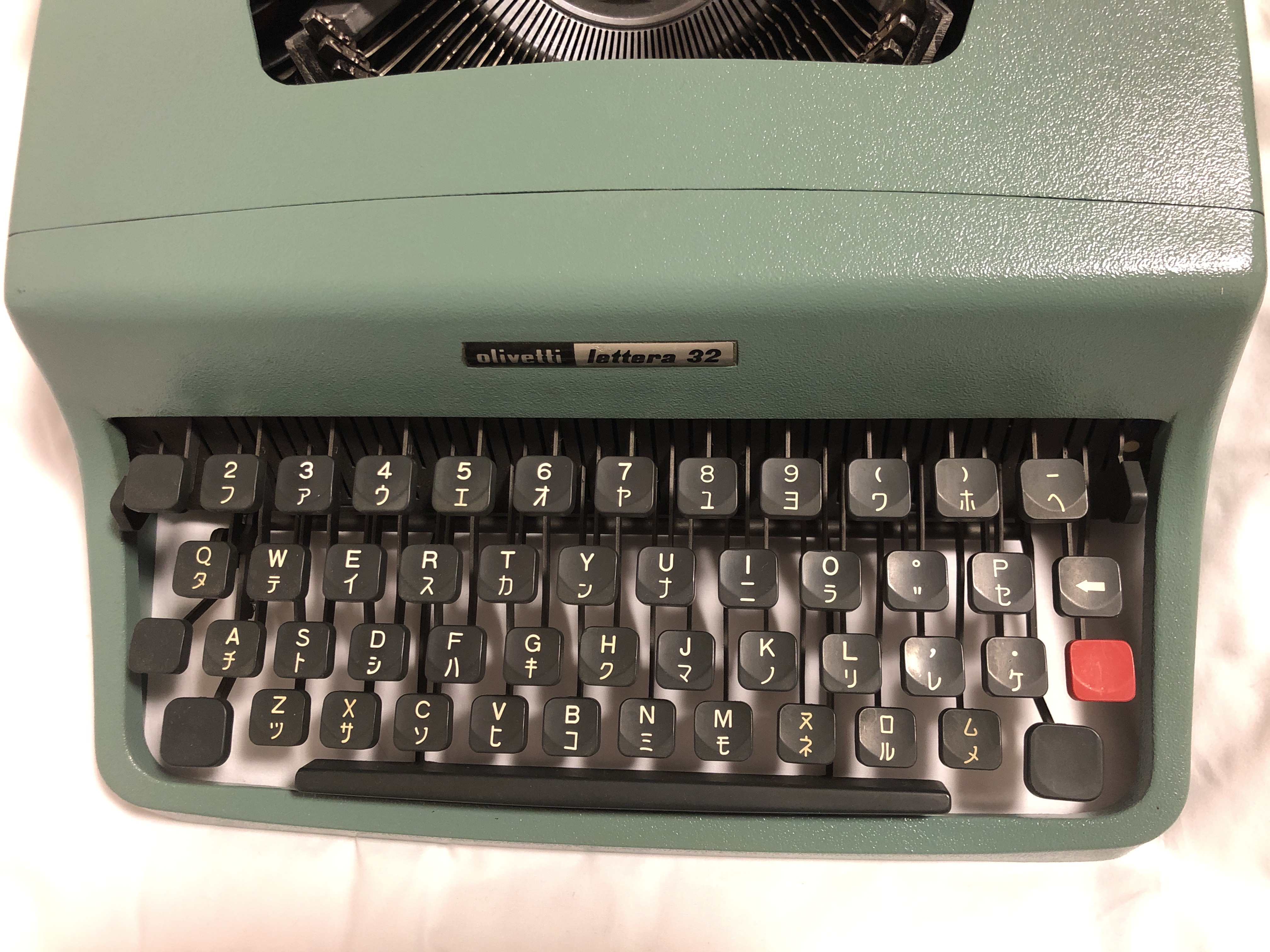
カナタイプのキー

- カナタイプ 山下・スチックネー 第2案（42キー）
  - 大正時代に山下芳太郎とスティックネーによって作られた、カタカナ横書きタイプライターの配列。1種類2個のシフトキーの一般的な英文タイプライターの活字を入れ替えたカナタイプ用の配列である。
- カナタイプ 山下・スチックネー 第2案（30キー）
  - 大正時代に山下芳太郎とスティックネーによって作られた、カタカナ横書きタイプライターの配列。2種類4個のシフトキーの携帯英文タイプライターの活字を入れ替えた携帯カナタイプ用の配列である。

  - 両方に使われている小さな「フ」・「ホ」は、歴史的仮名遣では母音を伸ばす長音の表記に「フ」・「ホ」と書かれていた、現代仮名遣いでは「ウ」・「オ」に書き換えられた表記を表すためのもので、カタカナ表記化への試行錯誤の歴史が窺える部分である。

#### JIS標準化
1954年にカナモジカイは工業技術院（産業技術総合研究所の前身）に対してカナタイプライターのキー配列を統一してJIS規格化するよう建議した。工業技術院はカナタイプライターのキー配列について市場調査を行っていた日本生産性本部にJIS原案の作成を依頼し、カナテレタイプ用とカナタイプライター用の2つの規格が制定された。
- JIS X 6001（印刷電信機のけん盤配列）
  - 明治時代に作られた、ひらがな縦書きタイプライターからの流れを継ぐ配列。1種類2個のシフトキーの一般的な英文タイプライターの活字を入れ替えた、カタカナ縦書きの電報用タイプライターとして普及し、2種類4個のシフトキーのカタカナテレタイプ端末用鍵盤として規格化された。
- JIS B 9509（カナ・ローマ字タイプライタのケン盤配列1・配列2）
  - 大正時代に作られた、カタカナ横書きタイプライターからの流れを継ぐ配列。事務機器用にローマ字との混在規格が分裂したため、2種類にまとめる形で規格化された。1種類2個のシフトキーの一般的な英文タイプライターの活字を入れ替えた、カナとローマ字が使えるタイプライターの配列である。

## 会社での実用
呉羽紡績株式会社は1929年に大阪に設立され、富山県婦負郡西呉羽村（現在、富山市の一部）に一番目の工場を建てた紡績会社である。伊藤忠兵衛は呉羽紡績およびその母体である富山紡績（1934年に呉羽紡績に合併された）の経営者であったので、これらの会社でカタカナの左横書きを実用しはじめた。
当時、会社が工場労働者として雇いいれていたのは、尋常小学校の6年間をおえた少女たちであった。伊藤は、少女たちが工場の掲示をどれほど理解しているか試験し、ほとんどのものがまるで理解していないことをみいだした。そこで会社では、1934年に、「タンツバワ タンツボエ」、「タバコ ノムナ」、「オチワタ イトクズ ヒロッテ ハコエ」などのカタカナ左横書きの看板をつくり、工場に取りつけた。
また、伊藤は、1909年にイギリスに留学し、そこでタイプライターの能率のよさを知っていた。そこで会社では、1936年にカナタイプを使った事務をはじめた。最初は会計書類を書くのに使った。
ところが、第二次世界大戦がはげしくなると、タイプライターの輸入ができなくなった。また、呉羽紡績自体も、1944年に合併によって大建産業紡績部となった。このため、タイプライターの利用は中断した。
1950年に大建産業から呉羽紡績株式会社が独立したのち、ふたたびカナタイプの利用がおこなわれた。1953年には、会計に伝票をつかったワンライティングシステムを採用し、その伝票にはカナタイプで記録することにした。また、同じ年には、本社と支店や工場を結ぶカタカナのテレタイプを使いはじめた。やがて伝票だけでなく稟議書もカナタイプで書かれるようになり、社内報もカタカナ左横書きで組まれるようになった。カナモジカイから講師がまねかれ、わかち書きやカナタイプの講習会も開かれた。
なお、呉羽紡績は1966年に東洋紡績に合併された。株式会社クレハはかつて呉羽化学工業株式会社といい、呉羽紡績の子会社であった。
同じく伊藤忠兵衛が経営していた伊藤忠商事でも、1961年からカタカナとカナタイプを使いはじめた。